# Ceroxylon parvifrons
Ceroxylon parvifrons es una especie de planta fanerógama perteneciente a la familia Arecaceae. Es originaria de Venezuela (Mérida, Táchira) y Colombia a Ecuador, Perú y Bolivia, donde se encuentra en la Cordillera de los Andes a una altitud de 2100-3100 metros.

## Descripción
Ceroxylon parvifrons tiene un tallo solitario, que alcanza los 15 m de altura, y  15-35 cm de diámetro, de color gris a blanco con cicatrices oscuras de las hojas. Las hojas de 2-3,5 m de largo; con 70-85 pinnas en cada lado, insertas regularmente en un plano,  rígidas y horizontales, las centrales de 50 cm de largo y 4-5 cm de ancho, con un color marrón claro a blanco e indumento ceroso. Las inflorescencias curvas a pendulares, de 2 m de largo, ramificadas 2-3 veces. Las frutas globosas a oblongas, de 15-25 mm de diámetro, lisas, de color naranja-rojo.

## Taxonomía
Ceroxylon parvifrons fue descrita por (Engel) H.Wendl. y publicado en Les Palmiers 239. 1878.
Etimología
Ceroxylon: nombre genérico compuesto de las palabras griegas: kèròs = "cera" y xγlon = "madera",  en referencia a la gruesa cera blanca que se encuentra en los troncos.
parvifrons: epíteto latíno
Sinonimia
- Ceroxylon latisectum Burret
- Ceroxylon mooreanum Galeano & R.Bernal
- Ceroxylon sclerophyllum Dugand
- Klopstockia parvifrons Engel[5][6]

## Nombre común
- Ramo, palma ramo, palma real (Colombia), ramos, palma real (Ecuador), palma de cera (Venezuela).[7]